# RYUJI IMAICHI LIVE TOUR 2018 "LIGHT＞DARKNESS"
『RYUJI IMAICHI LIVE TOUR 2018 "LIGHT＞DARKNESS"』（りゅうじいまいち ライブ ツアー にせんじゅうはち ライト＞ダークネス）は、三代目 J SOUL BROTHERS from EXILE TRIBEのボーカル、今市隆二の1作目のライブ・ビデオである。2019年3月6日にrhythm zoneから発売。

## 概要
- 2018年8月11日から12月24日にわたり、全国11会場22公演で約20万人を動員した、自身初のソロ・ツアー『RYUJI IMAICHI LIVE TOUR 2018 "LIGHT＞DARKNESS"』から、Brian McKnightとの一夜限りの奇跡の共演を果たした、さいたまスーパーアリーナ公演（2DAYS）の模様を収録。ツアーの裏側に密着したドキュメント映像も収録。
- DVD2枚組+CD、Blu-ray Disc2枚組+CDの2形態での発売。初回仕様は三方背ケース仕様で、100ページに及ぶ完全撮り下ろしによるスペシャルフォトブックを封入。また、オリジナル・グッズ(LIGHT>DARKNESS - HUMIDIFIER -(加湿器))付きのEXILE TRIBE FAMILY & LDH official mobile CD/DVD SHOPだけの数量限定スペシャル・パッケージもラインナップ。CDには、STYが作詞・作曲をした「夜明け前」と、新曲「これが運命なら」を収録。

## 収録内容

### DISC-1
《Live》
1. INTRO～LIGHT>DARKNESS～
2. Catch my Light
3. LOVE THIEF
4. Angel
5. THROWBACK
6. Change My Mind
7. Diamond Dance
8. ONE DAY
9. Between The Sheets
10. Crack of My Broken My Heart
11. レイニーブルー
12. 夜明け前
13. Alter Ego
14. Out of the Darkness
15. Trick World
16. 三代目 J SOUL BROTHERS メドレー LET'S PARTY ～ O.R.I.O.N. ～ R.Y.U.S.E.I. ～ Summer Madness feat. Afrojack ～ HAPPY ～ BRIGHT
17. All LOVE
18. Interlude ～RILY～
19. Over & Over
20. Back at One / Brian McKnight feat. RYUJI IMAICHI
21. LOVE HURTS / RYUJI IMAICHI feat. Brian McKnight
22. Thank you / RYUJI IMAICHI feat. Brian McKnight

※収録時間：約150分

### DISC-2
《Document》

※収録時間：約40分

### DISC-3
1. 夜明け前
2. これが運命なら

※収録時間：約10分